# Pinta de freqüència
Una pinta de freqüència o pinta espectral és un espectre format per línies espectrals discretes i regularment espaiades. En òptica, determinades fonts làser poden generar una pinta de freqüència.

Un pols ultracurt de llum en el domini del temps. El camp elèctric és una sinusoide amb un embolcall gaussià. La durada del pols és de l'ordre d'uns 100 fs

Existeixen diversos mecanismes per obtenir una pinta de freqüència òptica, inclosa la modulació periòdica (en amplitud i/o fase) d'un làser d'ona contínua, la barreja de quatre ones en mitjans no lineals o l'estabilització del tren de polsos generat per un mode bloquejat. làser. S'ha dedicat molt de treball a aquest últim mecanisme, que es va desenvolupar al voltant del tombant del segle XXI i que, finalment, va fer que la meitat del Premi Nobel de Física fos compartida per John L. Hall i Theodor W. Hänsch el 2005.
La representació del domini freqüencial d'una pinta de freqüència perfecta és com una pinta de Dirac, una sèrie de funcions delta espaciades segons
{\displaystyle f_{n}=f_{0}+n\,f_{r},}
on {\displaystyle n} és un nombre enter, {\displaystyle f_{r}} és l'espai entre dents de la pinta (igual a la freqüència de repetició del làser bloquejat en mode o, alternativament, a la freqüència de modulació), i {\displaystyle f_{0}} és la freqüència de compensació de la portadora, que és inferior a {\displaystyle f_{r}}.
Les pintes que abasten una octava de freqüència (és a dir, un factor de dos) es poden utilitzar per mesurar directament (i corregir les derivacions) {\displaystyle f_{0}}. Així, es poden utilitzar pintes d'octava per dirigir un mirall piezoelèctric dins d'un bucle de retroalimentació de correcció de fase de l'embolcall portador. Qualsevol mecanisme pel qual els dos graus de llibertat de les pintes ({\displaystyle f_{r}} i {\displaystyle f_{0}}) estan estabilitzats genera una pinta que és útil per mapejar freqüències òptiques a la radiofreqüència per a la mesura directa de la freqüència òptica.

Una pinta de Dirac és una sèrie infinita de funcions delta de Dirac espaciades a intervals de T ; la transformada de Fourier d'una pinta de Dirac en el domini del temps és una pinta de Dirac en el domini de la freqüència.

## Història
La pinta de freqüència es va proposar l'any 2000. Abans de la seva introducció, l'espectre EM es va dividir entre el rang de freqüències electrònica/ràdio i el rang de freqüències òptiques/làser. El rang de freqüències de ràdio tenia comptadors de freqüències precisos, que permetien mesures molt precises de freqüència absoluta. El rang òptic no té aquest dispositiu. Els dos rangs estan separats per una bretxa de freqüència de {\displaystyle 10^{5}\times }.
Theodor W. Hänsch i John L. Hall van compartir la meitat del Premi Nobel de Física l'any 2005 per les contribucions al desenvolupament de l'espectroscòpia de precisió basada en làser, inclosa la tècnica del pentinat de freqüència òptica. L'altra meitat del premi va ser atorgada a Roy Glauber.

## Generació

### Utilitzant un làser bloquejat en mode
La forma més popular de generar una pinta de freqüència és amb un làser bloquejat en mode. Aquests làsers produeixen una sèrie de polsos òptics separats en el temps pel temps d'anada i tornada de la cavitat làser. L'espectre d'aquest tren de polsos s'aproxima a una sèrie de funcions delta de Dirac separades per la velocitat de repetició (la inversa del temps d'anada i tornada) del làser. Aquesta sèrie de línies espectrals nítides s'anomena una pinta de freqüència o una pinta de freqüència de Dirac.
Els làsers més comuns utilitzats per a la generació de pentinats de freqüència són els làsers d'estat sòlid Ti:sapphire o els làsers Er:fibre amb taxes de repetició normalment entre 100 MHz i 1 GHz o fins i tot arribant fins a 10 GHz.

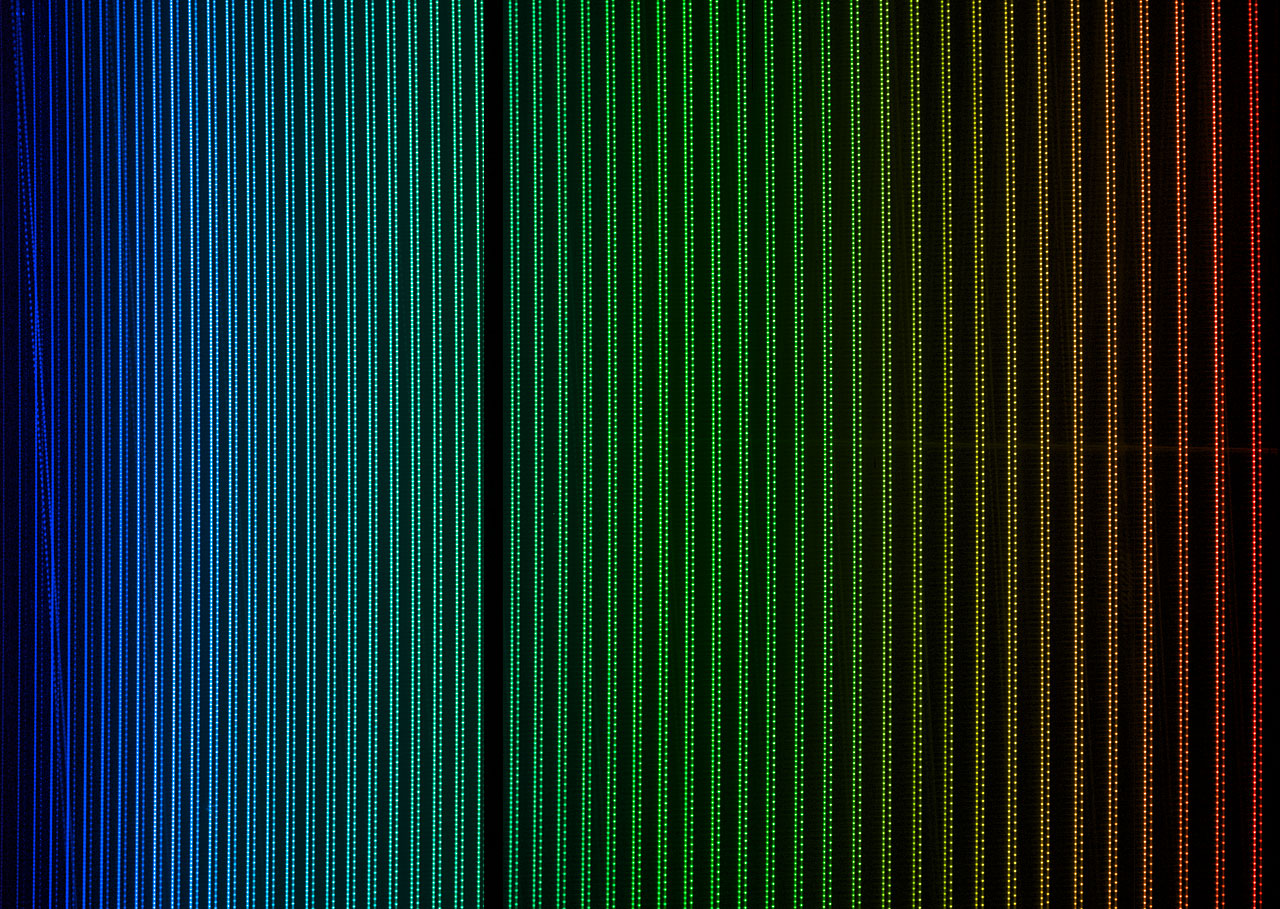
Espectre de la llum de les pintes de freqüència de dos làser instal·lades al cercador de planetes de velocitat radial d'alta precisió.

## Aplicacions
Una pinta de freqüència permet un enllaç directe des d'estàndards de radiofreqüència a freqüències òptiques. Els estàndards de freqüència actuals, com els rellotges atòmics, operen a la regió de microones de l'espectre, i la pinta de freqüència aporta la precisió d'aquests rellotges a la part òptica de l'espectre electromagnètic. Un simple bucle de retroalimentació electrònica pot bloquejar la taxa de repetició a un estàndard de freqüència.

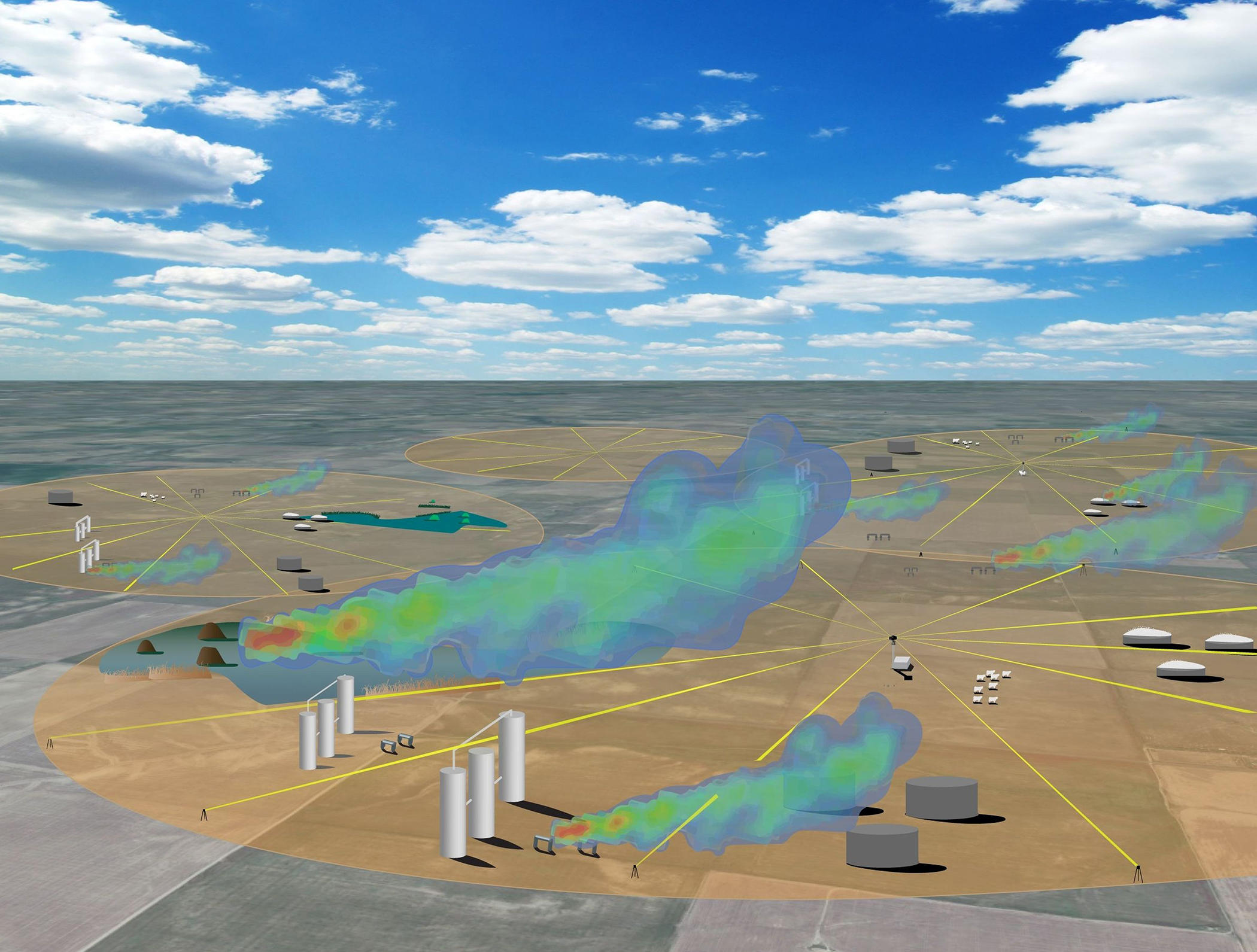
Il·lustració que mostra com es detecten traces de gasos al camp mitjançant un espectròmetre làser de pinta de doble freqüència mòbil. L'espectròmetre es troba al centre d'un cercle que està envoltat de miralls retroreflectants. La llum làser de l'espectròmetre (línia groga) travessa un núvol de gas, colpeja el retroreflector i torna directament al seu punt d'origen. Les dades recollides s'utilitzen per identificar gasos traça de fuites (inclòs el metà), així com les ubicacions de les fuites i les seves taxes d'emissió.

Hi ha dues aplicacions diferents d'aquesta tècnica. Un és el rellotge òptic, on una freqüència òptica es solapa amb una sola dent de la pinta d'un fotodíode, i una freqüència de ràdio es compara amb el senyal de ritme, la freqüència de repetició i la freqüència CEO (offset portador-embolcall). Les aplicacions de la tècnica del pentinat de freqüència inclouen metrologia òptica, generació de cadenes de freqüència, rellotges atòmics òptics, espectroscòpia d'alta precisió i tecnologia GPS més precisa.
L'altre és fer experiments amb polsos de pocs cicles, com ara ionització per sobre del llindar, polsos d'atosegons, òptica no lineal altament eficient o generació d'harmònics alts. Aquests poden ser polsos únics, de manera que no existeix cap pinta i, per tant, no és possible definir una freqüència de compensació portadora-embolcall, sinó que és important la fase de compensació portadora-embolcall. Es pot afegir un segon fotodíode a la configuració per reunir la fase i l'amplitud en un sol tret, o es pot utilitzar la generació de freqüències de diferència fins i tot per bloquejar el desplaçament en un sol tret, encara que amb una baixa eficiència energètica.